# Reazione di Paternò-Büchi

Un carbonile elettronicamente eccitato dalla radiazione assorbita si addiziona ad un alchene, portando alla formazione di un ossetano

La reazione di Paternò-Büchi, che prende il nome da Emanuele Paternò e George Büchi, il quale ha stabilito la sua utilità di base e la forma meccanicistica, è una reazione fotochimica che forma anelli a quattro membri di tipo ossetano, a partire da un carbonile ed un alchene.
Con substrati benzaldeide e 2-metil-2-butene il prodotto di reazione è una miscela di isomeri strutturali:
Un altro set di substrati molto studiato è costituito da benzaldeide e furano.